# Ulten-Alsack
Ulten-Alsack (Italiaans: Ultimo-Alsago) is een Fraktion (frazione) van de Italiaanse gemeente Mals (Malles Venosta), bestaande uit twee buurtschappen die ten zuiden van Plawenn en ten noorden van Burgeis aan de noordoostelijke rand van de Malser Haide, aan de voet van de liggen.
Zowel Ulten als Alsack bestaat uit een groepje boerderijen. Samen hebben deze twee buurtschappen ongeveer 60 inwoners. De vrijwillige brandweer van Ulten-Alsack behoort dan ook tot de kleinste brandweerkorpsen van Zuid-Tirol.
Ulten ligt op 1.424 m boven zeeniveau. De naam komt in 1270 al in oorkonden voor. Deze buurtschap moet niet worden verward met de elders in Zuid-Tirol gelegen zelfstandige gemeente Ulten. In 1719 hebben vier boeren een aan Sint Jozef gewijde kapel gebouwd, met oorspronkelijk een schitterend altaar. Deze kapel is echter in 1976 door dieven leeggeroofd.
Het iets noordelijker gelegen Alsack ligt op 1.529 m boven zeeniveau en wordt voor het eerst in 1320 genoemd. Hier is staat een Mariakapel uit 1960, muurschildering van Karl Plattner; volgens kunsthistorici een van zijn belangwekkendste werken.